# Nõmba
Koordinaten: 58° 55′ N, 22° 48′ O
Nõmba ist ein Dorf (estnisch küla) in der Landgemeinde Hiiumaa (bis 2017: Landgemeinde Pühalepa). Es liegt auf der zweitgrößten estnischen Insel Hiiumaa (deutsch Dagö).

## Beschreibung
Nõmba (deutsch Nomba) hat 50 Einwohner (Stand 31. Dezember 2011).
Das Dorf liegt neun Kilometer südöstlich der Inselhauptstadt Kärdla (Kertel).